# Aviakor
Az Aviakor, teljes nevén Aviakor Repülőgépgyár Nyrt. (oroszul: Открытое акционерное общество «Авиакор — авиационный завод».) az oroszországi Szamarában működő repülőgépgyár. A szovjet időszakban 18. sz. Állami Repülőgépgyár (GAZ–18) néven működött, de ismert volt Kujbisevi Repülőgépgyár néven is. Jelenleg a Russzkije masini holding része, amely Oleg Gyeripaszka Bazovij element pénzügyi-ipari csoportjának ellenőrzése alatt áll. A repülőgépgyár fő tevékenysége napjainkban az An–140 sorozatgyártása és a Tu–154 nagyjavítása. Az Aviakor a 2000-es években igen alacsony intenzitással dolgozik, évente egy-két új repülőgépet állít elő és 2–3 gép nagyjavítását végzi.

## Története
Elődje a Voronyezsben 1931-ben alapított, Vorosilov nevét viselő 18. sz. Repülőgépgyár volt, ahol a TB–3, ANT–25, DB–3A, Il–4 és a Jer–2 repülőgépek gyártása folyt. A második világháború kitörését követően, 1941 nyarán a voronyezsi gyárat Kujbisevbe (ma: Szamara) evakuálták. A háború alatt a szintén Kujbisevben működő 1. sz. Állami Repülőgépgyárral együtt az Il–2, és annak továbbfejlesztett változatát, az Il–10 csatarepülőgépet gyártották (az Il–2-ből 15 025 db, az Il–10-ből 3237 db készült Kujbisevben). A háborút követő időszakban a kujbisevi gyár már az öt legnagyobb szovjet repülőgépgyár közé tartozott, a Tupoljev, az Antonov és az Iljusin Tervezőirodák repülőgépeit gyártotta. Ott készültek a Tu–4 nehézbombázók, az Il–28 könnyűbombázók, valamint az Il–14 szállító repülőgépek. 1955-től kezdték el a Tu–95 stratégiai bombázók gyártását.
Az 1950-es évek elejétől kezdett a kujbisevi gyár utasszállító repülőgépeket is gyártani. 1958-tól készült ott a Tu–114 utasszállító repülőgép. Az Aviakor legfontosabb gyártmánya az 1970-es évektől Tu–154 volt, amelyek döntő többsége (több mint ezer db) Kujbisevben készült. Az 1980-as években kezdte a gyár a Tu–95MSZ stratégiai bombázók építését.
A Kujbisevben készült vagy javított repülőgépek berepülését 1941-től a gyár Bezimjanka repülőterén végzik.
A Szovjetunió felbomlását követően a kujbisevi repülőgépgyár is válságba került. 1999–2005 között egyetlen új repülőgép sem készült a gyárban, csupán javító tevékenységet végeztek. A szovjet időszakra jellemző 25 ezres alkalmazotti létszám 2000-re 6500 főre csökkent, majd 2005-re 3200 főre.
2005-ben a repülőgépgyár felújította gyártási tevékenységét. Kis példányszámban ismét gyártotta a Tu–154M utasszállító repülőgépet, valamint felkészült az An–140 regionális utasszállító gyártására. 2006-ban kettő db Tu–154M és egy db An–140 készült el. Utóbbiból 2007-ben újabb egy példányt gyártottak. A Tu–154-es sorozatgyártását 2013 februárjában befejezték. 2007. október 17-én az Aviakor együttműködési megállapodást írt alá az ukrán Antonov Tervezőirodával az An–140 gyártásának fokozásáról és a szélesebb körű együttműködésről.
2015 óra a gyár az Orosz Légierő Tu–95MSZ bombázóinak modernizálását végzi.